# ألبرت شتاينر
ألبرت شتاينر هو مصور سويسري، ولد في 4 يناير 1877 في Frutigen ‏ في سويسرا، وتوفي بنفس المكان في 4 يونيو 1965.